# Янь Ни (волейболистка)
Янь Ни (кит. 颜妮, англ. Yan Ni; р. 2 марта 1987, Шэньян, провинция Ляонин, Китай) — китайская волейболистка. Центральная блокирующая. Олимпийская чемпионка 2016.

## Биография
Профессиональная спортивная карьера Янь Ни началась в 2005 году после приглашения в команду «Ляонин Чайна Мобайл», за которую волейболистка выступает и по настоящее время, выиграв в своём дебютном сезоне «золото» национального чемпионата. В 2005—2007 Янь Ни играла за молодёжную сборную Китая, с которой стала чемпионкой Азии и двукратным призёром молодёжных первенств мира.
В 2009 Янь Ни дебютировала в национальной сборной Китая, выиграв в её составе золотые награды Восточноазиатских игр. В 2012 и 2013 волейболистка также была кандидатом в сборную, но только в 2014 году вновь была в неё включена. В том году в составе национальной команды она выиграла Кубок Азии (признана MVP турнира) и стала серебряным призёром Азиатских игр. На этих двух турнирах Китай был представлен резервным составом, так как основа сборной была занята подготовкой и участием в чемпионате мира.
С 2015 Янь Ни — окончательно закрепилась в национальной сборной. За три сезона в её составе волейболистка стала обладателем четырёх наград высшего достоинства, став чемпионкой Азии, двукратным обладателем Кубка мира, олимпийской чемпионкой, победителем розыгрыша Всемирного Кубка чемпионов, чемпионкой Азиатских игр.
В 2018 Янь Ни в составе национальной команды стала обладателем бронзовых наград чемпионата мира и вошла в символическую сборную турнира в качестве одной из двух центральных блокирующих.

### Клубная карьера
- 2005—2021 —  «Ляонин Чайна Мобайл»/«Ляонин Далянь Цзинчжоу»/«Ляонин Брилланс Ото»/«Ляонин Баюцюань» (Далянь/Шэньян).

## Достижения

### Клубные
- чемпионка Китая 2006;
  - серебряный призёр чемпионата Китая 2007.

### Со сборной Китая
- Олимпийская чемпионка 2016.
- бронзовый призёр чемпионата мира 2018.
- двукратный победитель розыгрышей Кубка мира — 2015, 2019.
- победитель розыгрыша Всемирного Кубка чемпионов 2017.
- бронзовый призёр Лиги наций 2018.
- чемпионка Азиатских игр 2018;
  - серебряный призёр Азиатских игр 2014.
- чемпионка Азии 2015.
- победитель розыгрыша Кубка Азии 2014.
- чемпионка Восточноазиатских игр 2009.
- серебряный (2007) и бронзовый (2005) призёр чемпионатов мира среди молодёжных команд.
- чемпионка Азии среди молодёжных команд 2006.

### Индивидуальные
- 2006: MVP и лучшая блокирующая молодёжного чемпионата Азии.
- 2011: лучшая блокирующая чемпионата Китая.
- 2013: лучшая блокирующая чемпионата Китая.
- 2014: MVP и лучшая центральная блокирующая (одна из двух) розыгрыша Кубка Азии.
- 2016: лучшая блокирующая чемпионата Китая.
- 2018: лучшая центральная блокирующая (одна из двух) чемпионата мира.
- 2019: лучшая центральная блокирующая (одна из двух) Кубка мира.